# Beuernfeld
Beuernfeld ist ein Ortsteil der thüringischen Gemeinde Hörselberg-Hainich im Wartburgkreis.

## Geografie
Der Ort Beuernfeld befindet sich etwa acht Kilometer Luftlinie nordöstlich von Eisenach am Südwestrand vom Nationalpark Hainich. Die historische Ortslage befindet sich im Tal der Böber, am Osthang des Nausterberges. Die Gesamtfläche der Gemarkung beträgt 2,64 km². Seit 2010 verläuft dicht südlich der Ortslage die Bundesautobahn 4.

## Geschichte
Nahe einer bereits aus frühgeschichtlicher Zeit belegten Siedlung am Westrand des Ortes entstand etwa zeitgleich mit anderen Orten (Bolleroda, Bettelroda, Ettenrode, Hahnerode, Hötzelsroda u. a.) um 800 der Ort Beuernfeld am Oberlauf der Böber.
Seit den 1930er Jahren sind aus der Flur Beuernfeld ur- und frühgeschichtliche Funde dokumentiert, sie kamen bei Feldarbeiten am Nausterberg sowie bei einer Handschachtung in der Stierengasse zu Tage.
Der Ort Beuernfeld wurde 1265 als Berenfeldt, 1269 Bürnfeldt und 1364 Burnfeld als Besitz des Klosters Fulda erwähnt. Im drei Kilometer südöstlich gelegenen Großenlupnitz befand sich seit karolingischer Zeit ein Verwaltungssitz des Klosters und zugleich der administrative Mittelpunkt des Lupnitzgaus.
In der Ortslage von Beuernfeld hatte sich im 13. Jahrhundert eine adelige Familie „von Bisa“ einen Gutshof errichtet, auch eine steinerne Kemenate wurde dort erbaut. Das Eisenacher Kartäuserkloster erwarb 1414 den Ort Beuernfeld vom Fuldaer Kloster. Die Ortsadeligen Petrus, Friedrich und Johann von Bisa erneuerten aber noch 1423 ihren Lehnseid beim Fuldaer Amtmann und waren weiterhin als Gerichtsherren über Beuernfeld eingesetzt. Es kam zum Konflikt, als die Kartäusermönche einen Gutsverwalter Hermann Kirchner durchsetzen wollten, um die von Bisa aus Beuernfeld zu vertreiben. Schon 1428 übertrugen die Kartäuser das Dorf pfandweise an das Eisenacher Marienstift, diese Verpfändung endete 1488.

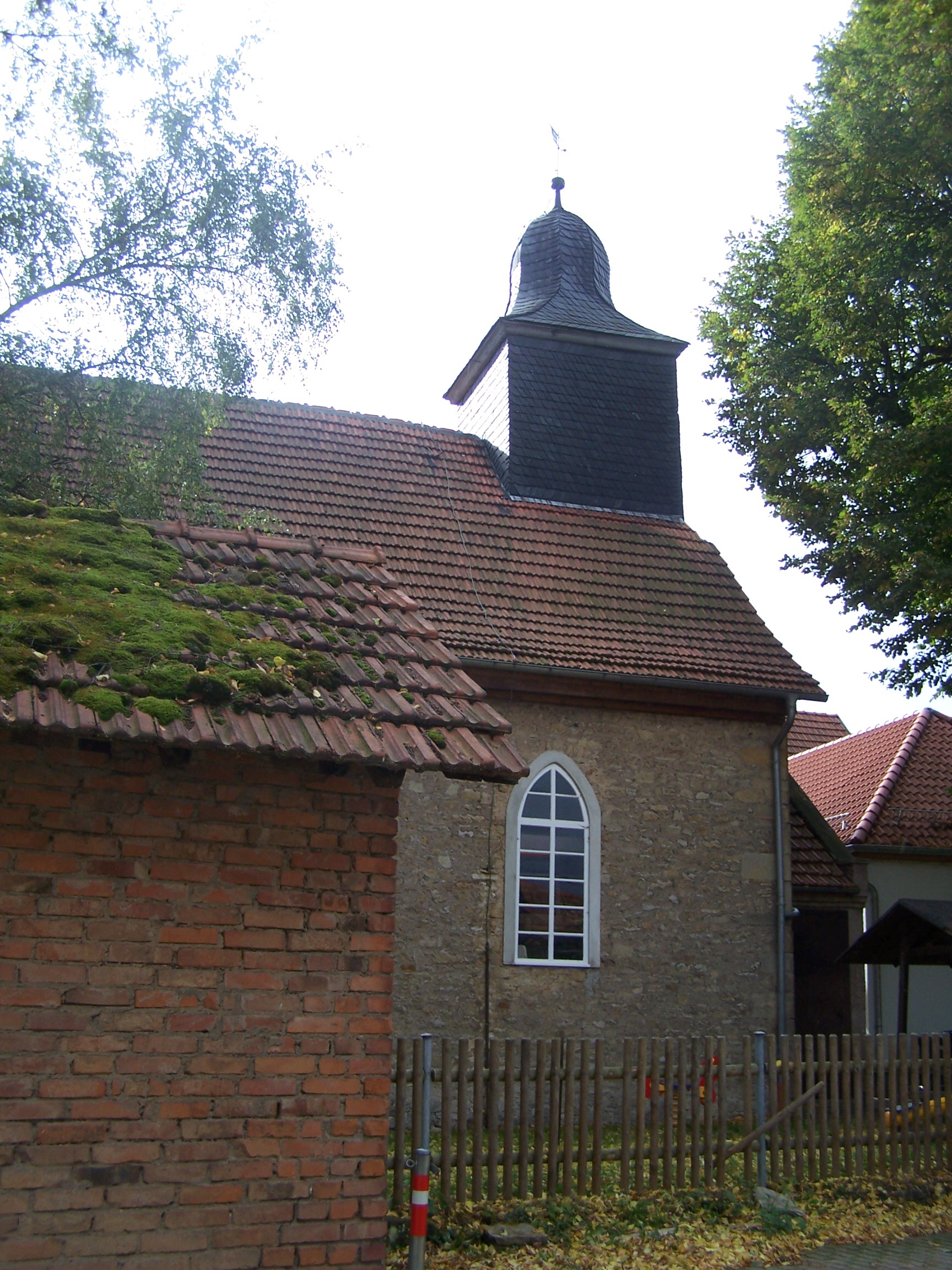
Dorfkirche

Der Beuernfelder Gutshof wurde nach der Säkularisation des Kartäuserklosters als Meierhof an die aus dem nahen Mihla stammende adelige Familie von Harstall als fürstliches Lehen übergeben. Die Harstalls hatten zuvor im drei Kilometer nordwestlich benachbarten Berteroda Besitz erworben aus dem ein separater Familienzweig hervorging. Als 1754 der Harstallsche Lehensbesitz mit dem Tode Ernst Christofs von Harstall (zu Berteroda) in Beuernfeld erlosch, wurde das herzogliche Kammergut Trenkelhof (damals zu Großenlupnitz gehörig) mit der Verwaltung von Beuernfeld beauftragt. Man registrierte in den ausgefertigten Urkunden 24 Häuser und Hofstellen in Beuernfeld. Schon 1713 wurde die Dorfkirche von Beuernfeld erneuert, sie ist bis heute ein kleines, bescheidenes Bauwerk. Der Innenraum ist besteht nur aus einem rechteckigen Saal, ohne Chorbogen oder Nischen, den eine „Brettertonne“ überwölbt.
1879 wurden, basierend auf der Volkszählung von 1875, statistische Angaben zum Ort Beuernfeld publiziert, der Ort hatte demnach am Stichtag 29 Wohnhäuser und 125 Einwohnern. Die Größe der Flur betrug 263,9 ha – davon Höfe und Gärten 3,9 ha, Wiesen 19,1 ha, Ackerfläche 219,9 ha. Wald 1,1 ha, Teiche, Bäche und Flüsse 3,5 ha. Auf Wege, Triften, Ödland und Obstbauplantagen entfielen 16,3 ha. Der Viehbestand betrug 21 Pferde, 105 Rinder, 355 Schafe, 84 Schweine und 23 Ziegen. Als Besonderheit sind auch 31 Bienenvölker zu erwähnen.
Beuernfelder Bauern gründeten in den 1950er Jahren eine LPG vom Typ III. Der nahe militärische Schießplatz der Roten Armee auf dem Kindel bestand bis 1990 und beunruhigte die Bewohner der angrenzenden Orte.
Am 25. Februar 1994 wurden die Gemeinden Beuernfeld und Bolleroda in die Gemeinde Großenlupnitz eingegliedert. 1996 bildete Großenlupnitz zusammen mit vier weiteren Orten die neue Gemeinde Hörselberg, die am 1. Dezember 2007 zusammen mit Behringen die jetzige Gemeinde Hörselberg-Hainich bildete.
Am westlichen Ortsrand entstand nach 1995 eine Reihenhaussiedlung. Die Nordverlegung der Autobahntrasse führte zu einer „Zerschneidung“ der Dorfflur, auch erste Windkraftanlagen an der Flurgrenze zu Großenlupnitz und Hötzelsroda entstanden in dieser Zeit, zwei Hochspannungsleitungen und mehrere Ferngasleitungen wurden verlegt.

## Wirtschaft, Infrastruktur und Verkehr
Beuernfeld ist ein landwirtschaftlich geprägter Ort, man setzt auf sanften Tourismus.
Der nächstgelegene Autobahnanschluss befindet sich etwa zwei Kilometer entfernt bei Großenlupnitz.
Anschluss an den Eisenbahnverkehr besteht in Eisenach.
Im Umkreis von fünf Kilometer befinden sich die Industrie- und Gewerbeansiedlungen von Eisenach und Hörselberg-Hainich sowie der Nationalpark Hainich mit seiner touristischen Infrastruktur.

## Sehenswürdigkeiten
Die Dorfkirche wurde 1713 erbaut und ersetzte ein 400 Jahre altes Vorgängerbauwerk. 1878 wurde sie umfassend renoviert. Das Innere ist ein rechteckiger Saal mit einer hölzernen Tonnengewölbedecke.